# Saved by the Bell (2020)
Saved by the Bell is een Amerikaanse sitcom uit 2020, uitgezonden door Peacock. De televisieserie is een vervolg van de oorspronkelijke series Saved by the Bell en The College Years uit begin jaren 90 van de twintigste eeuw.

## Plot
De serie draait om een nieuwe groep studenten op Bayside High, die volgens een experimenteel plan van gouverneur Zack Morris slecht presterende scholieren van Douglas High naar de hoogst presterende school in de omgeving worden gestuurd.

## Rolverdeling
- Haskiri Velazquez als Daisy Jiménez
- Mitchell Hoog als Mac Morris
- Josie Totah als Lexi Haddad-DeFabrizio
- Alycia Pascual-Peña als Aisha Garcia
- Belmont Cameli als Jamie Spano
- Dexter Darden als Devante Young
- John Michael Higgins als rector Ronald Toddman
- Elizabeth Berkley als Jessie Spano
- Mario Lopez als A.C. Slater

### Terugkerende rollen
- Mark-Paul Gosselaar als Zack Morris
- Tiffani Thiessen als Kelly Morris
- Ed Alonzo als Max
- Tricia O'Kelley als Jade Huntington-Snell

### Gastrollen
- Lark Voorhies als Lisa Turtle
- Selenis Leyva als mevrouw Jimenez

## Afleveringen
| Seizoen | Datum            | Afleveringen |
| ------- | ---------------- | ------------ |
| 1       | 25 november 2020 | 10           |
| 2       | 24 november 2021 | 10           |